# Fairey Spearfish
Il Fairey Spearfish era un aerosilurante imbarcato, sviluppato dall'azienda inglese Fairey Aviation negli anni quaranta per la Fleet Air Arm, e rimasto allo stadio di prototipo. Tale velivolo era destinato all'imbarco sulle nuove portaerei delle classi Malta e Audacious, ma la sua acquisizione venne cancellata poco dopo la fine della seconda guerra mondiale. Fu il più grande velivolo monomotore di sempre ad operare da una portaerei britannica.

## Storia del progetto
L'aerosilurante Spearfish venne progettato dall'ufficio tecnico della Fairey Aviation in risposta alla Specifica 0.5/43 emessa dall'Ammiragliato. Il progetto teneva conto dei problemi emersi con il precedente Barracuda, era dotato di un motore più potente e di un radar antisommergibile posizionato all'interno della fusoliera (la sua installazione esterna sul Barracuda aveva provocato problemi di stabilità longitudinale). A causa di problemi legati allo sviluppo del propulsore radiale Bristol Centaurus il primo volo del prototipo (RA 356) avvenne in ritardo sui tempi previsti, il 5 luglio 1945, e l'aereo ottenne un ordine di produzione pari a 152 esemplari Un mese dopo la resa del Giappone e la fine della guerra l'ordine di produzione ridotto a quattro esemplari di preserie e 40 di serie.
Il secondo esemplare (RN 241), costruito a Stockport, volò per la prima volta il 29 dicembre 1945 sull'aeroporto di Manchester-Ringway. Ulteriori due esemplari vennero costruiti presso la fabbrica Fairey di Hayes (Middlesex) nel 1947, mentre il quinto velivolo fu assemblato a Stockport, ma non volò mai. 
Durante i collaudi di volo del secondo esemplare il pilota ebbe seri problemi, non riuscendo a lanciare il siluro dovette rientrare alla base con l'arma armata e pronta ad esplodere, e con la stiva ventrale aperta. Gli ingegneri della Fairey ovviarono subito al problema, ma il danno di immagine era ormai fatto e l'aerosilurante perse la fiducia degli alti comandi della Fleet Air Arm, e non venne accettato per il servizio operativo. Dopo la fine della guerra, e con un più avanzato velivolo anti-sommergibile a turboelica (evolutosi poi nel Fairey Gannet) in corso di sviluppo, ogni ulteriore lavoro sul progetto venne fermato.

## Descrizione tecnica
Il Fairey Spearfish era un monoplano monomotore, dalla struttura interamente metallica; la fusoliera a semimonoscocca, aveva sezione ovale. L'ala a sbalzo era in posizione mediana, posizionata in corrispondenza della cabina di pilotaggio. Essa ospitava, allineati, i due membri dell'equipaggio. Oltre al pilota, era presente un mitragliere/puntatore. I piani di coda erano di tipo classico con gli stabilizzatori orizzontali situati alla base della deriva.
Il carrello d'atterraggio era di tipo triciclo posteriore, con tutti e tre gli elementi retrattili. Le gambe principali si ritraevano all'interno della struttura alare con movimento laterale diretto verso le estremità, mentre il ruotino di coda si ritraeva all'interno di un apposito vano. All'estremità posteriore della fusoliera era presente il gancio d'arresto per l'appontaggio sulle portaerei.
Il propulsore impiegato era un radiale Bristol Centaurus 47 a 18 cilindri a doppia stella, raffreddato ad aria. La potenza erogata era pari a 2 585  CV (pari a circa 1 930 kW), ed azionava un'elica pentapala metallica "Rotol" VH-65 a passo variabile in volo.
L'armamento difensivo si basava su quattro mitragliatrici Browning M2 calibro 12.7 mm (0.50 in). Due mitragliatrici erano installate nelle ali, una per semiala, mentre due erano installate in una torretta difensiva girevole telecomandata Frazer-Nash FN95 azionata elettricamente, posizionata nella parte dorsale posteriore della fusoliera. Il carico offensivo massimo trasportabile all'interno della stiva ventrale prevedeva un siluro o 907 kg (2 000 lb) di bombe. Sotto le ali potevano essere installati un massimo di 16 razzi RP-3 da 127 mm, montati su apposite rotaie di lancio. Sugli esemplari di serie era prevista l'installazione del radar di scoperta aeronavale ASV Mk.XV.

## Impiego operativo
L'Ammiragliato inglese non accettò l'aereo per l'impiego operativo. Un velivolo fu utilizzato dalla Royal Navy Carrier Trials Unit a Ford, Sussex, fino alla metà del 1952, mentre un altro venne modificato dalla Napier di Luton per la ricerca sui metodi di ottenimento dell'accumulo di ghiaccio artificiale. 
Durante i collaudi emerse che l'aereo aveva i comandi di volo talmente pesanti che, in caso di maltempo, un pilota che doveva circuitare in attesa dell'atterraggio avrebbe dovuto volare su un così ampio circuito che avrebbe perso di vista la portaerei. L'esemplare RN 241 rimase sempre presso gli stabilimenti Fairey di Ringway per effettuare attività sperimentale, venendo successivamente demolito nei primi anni cinquanta.
In risposta alla Specifica 0.21/44 relativa ad un cacciabombardiere imbarcato biposto, lo Spearfish venne riprogettato per ospitare l'accoppiamento tra un motore in linea Rolls Royce Merlin e due eliche controrotanti. Per accelerarne la produzione venne considerato l'uso di altri motori, e se anche nel 1944 ne furono ordinati tre esemplari, il programma venne successivamente accantonato e quindi cancellato.

### Periodici
- (EN) Eric Brown, The Spearfish... A Misconceived Welterweight, in Air International, gennaio 1978,  pp. 20-25.